# 清雄寺
清雄寺（せいおうじ）は、東京都墨田区にある本門佛立宗の寺院。

## 概要
1662年（寛文2年）、庄内藩藩主だった酒井忠勝の開基である。
忠勝の祖父忠次の菩提を弔うために、江戸下屋敷の土地を寄進して建てられた。元々は現在の墨田区役所の辺りに位置していたが、1923年（大正12年）の関東大震災で罹災し、現在地に移転した。

## 墓所
- 清雄寺歴代住職
- 玉錦三右エ門（大相撲力士、横綱）
- 九州山十郎（大相撲力士、大関）
- 2代海山太郎（大相撲力士、関脇）

## 交通アクセス
- 本所吾妻橋駅より徒歩3分。